# William Thomas Parke
William Thomas Parke   (Londres, 15 de febrer de 1761 - Londres, 26 d'agost de 1847) va ser un oboista i compositor anglès.
Va començar els seus estudis musicals amb el seu germà gran, John. D'ell va aprendre la flauta alemanya i l'oboè, de Dance el violin, del jove Burney el piano i la teoria Baumgarten. En 1775/6, Parke va cantar en el cor del "Drury Lane Theatre", i el 1776, a l'edat de catorze anys, va ser contractat regularment allà i a Vauxhall com a violinista tenor. Però l'oboè l'atreu especialment, i el 1777 va ser el segon oboè al teatre i als jardins de Vauxhall, interpretant dobles concerts amb el seu germà. En 1783 es va convertir en principal oboè de Covent Garden Theatre, succeint a Sharpe. Encara no havia aconseguit l'eminència del seu germà i es deia "Little Parke" quan tocava en el concert beneficiós del músic antic (Public Advertiser). Parke va ocupar el seu càrrec a Covent Garden durant quaranta anys. Va continuar estudiant, practicant música concertada amb els seus amics, fins que es va perfeccionar llavors per succeir a Fischer als concerts de les dames. Les seves brillants actuacions poc després en els concerts Vocals, i els de la noblesa els diumenges, van atreure l'atenció i van guanyar l'admiració del duc de Cumberland, que es va convertir en el seu patró, i va manar la seva presència a les seves festes musicals a la ciutat i al país. Es va dir que les últimes paraules del duc, mentre es trobava al llit de mort, eren: "Encara no arriben Shield i Parke?" la seva ment pensava en un concert concertat per a aquest dia. El Príncep de Gal·les va fer de Parke un dels seus grups a Carlton House, on va conèixer a Haydn; però Parke va fallar en ser nomenat un dels músics del rei.
Parke va ser un dels membres originals d'un club alegre fundat el 1793; i pertanyia a la Societat Anacreòntica. La seva llarga connexió amb Vauxhall Gardens va ser interrompuda per intervals provincials, en el curs del qual va visitar Birmingham el 1794, Dublín el 1796, Cheltenham el 1800, Portsmouth, Worcester i altres ciutats.
El to de Parke a l'oboè era dolç, la seva execució brillava, i va afegir a les capacitats conegudes de l'instrument estenent la seva brúixola un tercer més alt, a G al alt. Peter Pindar va escriure línies complementàries sobre els èxits de Parke en música ("Morning Herald", desembre de 1784); mentre que Mara li va assegurar que si ella, amb la seva brillant cançó, havia volat fins a Alemanya, ell, amb el seu oboè obligat, hauria pogut seguir. "Sí", va posar el doctor Arnold; "i si haguessis decidit visitar les regions baixes, Parke us hauria perseguit, com un altre Orfeu, per restablir un altre Eurídice a un món trist."
Parke es va retirar el 1825. El 1830 va publicar els seus "Memòries musicals", un valuós registre del període comprès entre 1784 i 1830. El seu judici sobre altres artistes, fins i tot rivals, és sempre temperat, de vegades molt agraït, mai caritativa. Els volums estan plens de facetes i d'anècdotes. Les produccions musicals de Parke tenen poca importància. Inclouen l'obertura i una cançó per a "Netley Abbey", 1794; l'adaptació de la Nina de Dalayrac; un concert per a l'oboè, al voltant de 1789; en solitari i en duets per a la flauta; i balades i cançons compostes per Vauxhall i als teatres.